# Yamaha DT
A Yamaha DT szériában 50-400cc-ig gyártanak motorokat. Az első DT-t 1968-ban  gyártották, ezt tartották a legjobb endurónak a piacon. Az első típus a DT-1 volt. A DT sorozat legsikeresebb modellváltozata a Yamaha DT50MX volt.
- DT-1
- DT125E
- DT50LC

- A Yamaha DT50M volt a Yamaha DT sorozat első 50cc-is motorkerékpár-modellje. 1978-tól 1981-ig gyártották. Az FS1 és a Yamaha DT50MX keresztezéséből jött létre.
- A Yamaha DT50MX volt a legnagyobb mennyiségben gyártott motorkerékpár-modell a Yamaha DT sorozatban. 1981-ban kezdték el gyártani és 1996-ban fejezték be a gyártását. 50 cm3-es kétütemű motorja volt.
- DT50R
- DT50X
- DT80MX
- DT80LC
- DT80R
- DT100MX
- DT100R
- DT125LC
- DT125MX
- DT125R
- DT125X
- DT175MX
- DT200R
- DT250MX
- DT250R
- DT350LC
- DT350R
- DT400B

Már elkészült a Yamaha DT Club-is, ahol sok minden leírás, cikk, letöltés található a DT-k ről.
Teljesen ingyenesen elérhető az összes anyag a honlapon.
A Club címe: https://web.archive.org/web/20081110180139/http://dtclub.extra.hu/

## Képgaléria

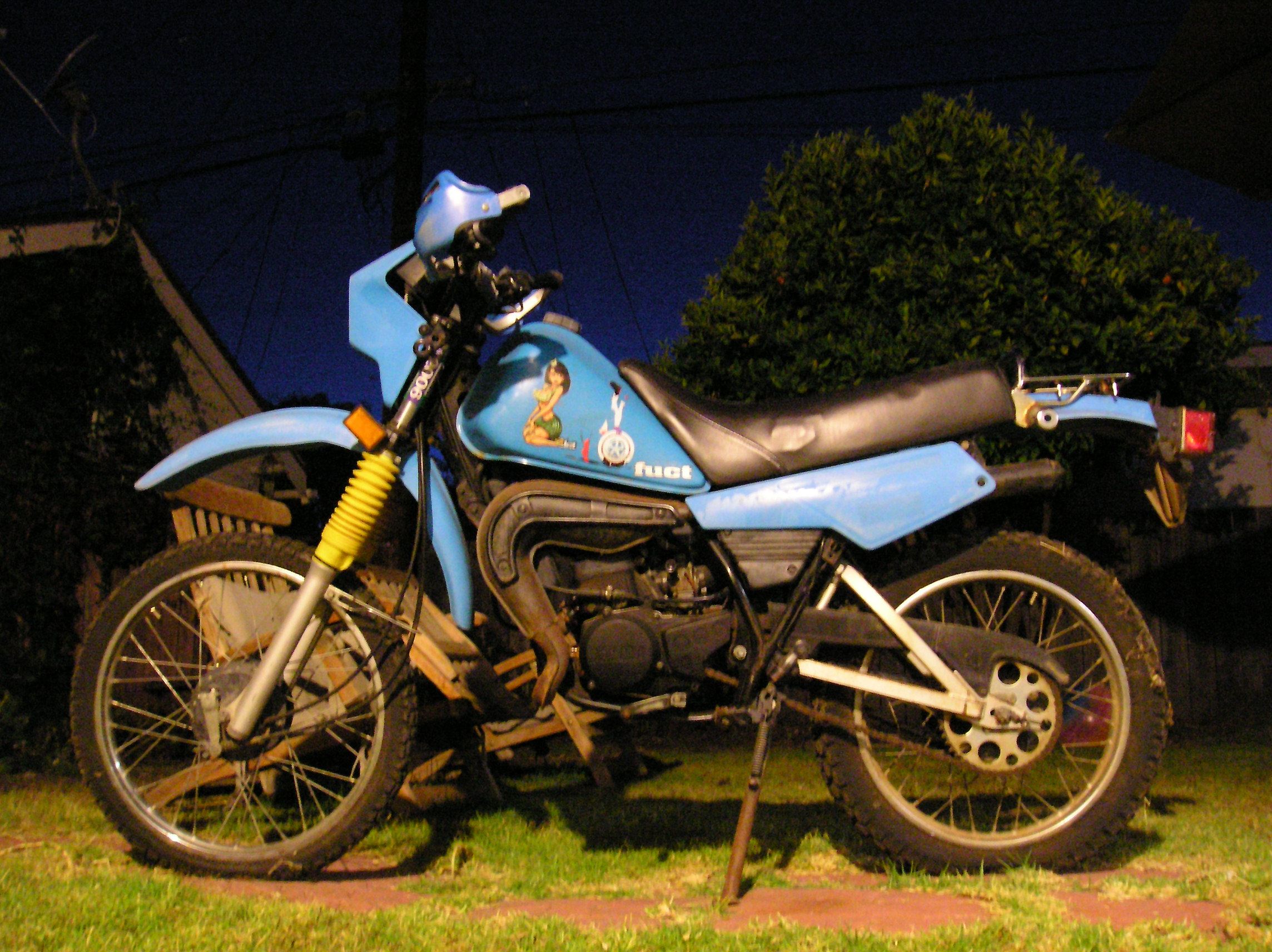
Yamaha  DT50M

## Külső hivatkozások
https://web.archive.org/web/20080313101607/http://hem.passagen.se/dt50mx/ (svédül)
https://web.archive.org/web/20081110180139/http://dtclub.extra.hu/ (A DT Club hivatalos honlapja)